# Scandale des députés fraudeurs du Parlement européen
 (octobre 2015).
Si vous disposez d'ouvrages ou d'articles de référence ou si vous connaissez des sites web de qualité traitant du thème abordé ici, merci de compléter l'article en donnant les références utiles à sa vérifiabilité et en les liant à la section « Notes et références ».
Le scandale des députés fraudeurs du Parlement européen est survenu en 2008, à la suite d'un reportage de la télévision allemande sur des allégations de fraude supposément commises par certains députés européens. Le contenu du reportage ainsi que la manière dont le reporter a été expulsé de force du bâtiment du parlement ont fait scandale, relayés par des journaux en ligne et par les réseaux sociaux.
La crédibilité de la vidéo est cependant contestée.

## Reportage controversé
En 2008, le reporter Thomas Meier de RTL Allemagne fait un reportage sur la paie journalière des députés du Parlement européen. Dans son reportage on voit que des députés viennent le vendredi vers 7 heures du matin dans le bâtiment du parlement pour se faire enregistrer sur les listes de présence. Selon le journaliste, cet enregistrement leur permettrait de toucher une indemnité journalière de 284 euros (prévue pour chaque journée de session parlementaire), avant de partir immédiatement, valise à la main,. Néanmoins, à aucun moment le journaliste n'apporte de preuve de ce qu'il dénonce, et en particulier que les parlementaires toucheraient une indemnité pour la journée du vendredi (qui n'est pas une journée de session).
Selon le reportage, les députés concernés toucheraient ainsi l’indemnité de façon illégale, étant absents.
Le journaliste affirme que les députés, en usant de cette pratique abusive, et en additionnant le salaire et les autres indemnités, pourraient ainsi augmenter leur revenu à 14 000 euros par mois, soit un salaire plus élevé que celui de la Chancelière Angela Merkel. Ces éléments ne correspondent pas aux chiffres réels disponibles sur le site du Parlement européen, et sont par ailleurs présentés de manière volontairement biaisée.
Dans la suite du reportage, le reporter affirme tenter d’interroger les députés présents sur ces abus. Il leur demande s'ils viennent se faire enregistrer. On assiste alors à des comportements ridicules : certains députés s’enfuient dans les couloirs, dans l’ascenseur, ou cachent leurs visages. Une députée menace le journaliste de poursuites et d'autres l'agressent physiquement avec leurs mains. Les rares députés qui acceptent de parler déclarent avoir travaillé de nuit, ce qui est vraisemblable, s'agissant du dernier jour de session.
Finalement, le reporter est expulsé par le service de sécurité, et cela de façon illégale selon lui, étant habilité avec sa carte de presse à tourner dans le bâtiment.
Le Daily Telegraph a évoqué (sans jamais en apporter la preuve) l'existence d'un "rapport secret" du Parlement européen datant de 2009, lequel confirmerait que des parlementaires auraient largement abusé de cette pratique. Le même rapport aurait décelé d'autres abus, comme des primes personnelles dont le coût total pour l'Union Européenne aurait été de 93 millions d'euros en 2006. Le Daily Telegraph est un quotidien britannique au format tabloïd, proche du parti conservateur et très antieuropéen.
Dans un article non signé, un contributeur du journal en ligne Post estime que « cette vidéo est révoltante en elle-même, mais ce qui l'est encore plus, c'est le comportement de ceux qui se font prendre la main dans le sac aux sous faciles ».

## Incohérences
De nombreux observateurs font cependant remarquer que le reportage souffre d'une faille majeure : les sessions du Parlement ayant lieu uniquement du lundi au jeudi, il est tout à fait impossible que les parlementaires reçoivent une allocation pour la journée du vendredi. Le pointage en fin de session (jeudi soir, ou vendredi matin en cas de séance de nuit) serait la procédure normale pour tous les parlementaires.
Par ailleurs, même lors des journées de session, les parlementaires sont tenus de participer personnellement aux séances pour prétendre à leur indemnité (ils doivent signer un registre lors de chaque séance comme le prescrit l'Article 148 du Règlement du Parlement européen). Quel que soit le cas de figure, il ne semble donc pas vraisemblable que certains députés puissent percevoir une indemnité journalière sans être présents à Strasbourg (ce que tente pourtant de suggérer le reportage).
Le reportage serait donc orienté et manipulé. Les questions exactes posées en anglais par le journaliste ne sont parfois pas audibles à l'écran (mais seulement suggérées par la voix off allemande après montage), le journaliste pourrait donc sélectionner des images à l'appui de la thèse soutenue même si elles n'ont aucun lien entre elles.